# Raum
Raum is een studioalbum van Tangerine Dream.

## Inleiding
Deze band maakt al albums op het gebied van elektronische muziek sinds 1970 (Electronic meditation). Hun werk wordt in (stijl-)perioden verdeeld. Sinds 2015 met het album Quantum key gelden de "Quantum Years", waarbij oude klanken werden ontlokt aan nieuwe apparatuur. In de periode daarna kwamen vooral mini-albums, maar in 2021 ging het trio musici de studio’s in voor hun tweede studioalbum van enige lengte. De band was wel ondertussen Edgar Froese (overleden in 2015) en Ulrich Schnauss (vertrokken) kwijtgeraakt; plaatsvervanger was Paul Frick. Opnamen vonden plaats in de Raum Studio en The Shoppe Studio in Berlijn.
Froese is overigens nog wel op dit album aanwezig. De leden van 2022 konden beschikken over zijn muzikaal archief uit de jaren 1977 tot 2013.

## Musici
- Edgar Froese – synthesizer, sequencer (tracks 2, 6, en 7)
- Thorsten Quaeschning – synthesizer, sequencer, piano
- Hoshiko Yamane – viool, elektrische viool en altviool
- Paul Frick -  synthesizer, sequencer, piano

## Muziek
| Nr. | Titel                                                                   | Duur  |
| --- | ----------------------------------------------------------------------- | ----- |
| 1.  | Continuum (Quaeschning, Yamane, Frick)                                  | 7:08  |
| 2.  | Portico (Froese, Quaeschning, Yamane, Frick)                            | 6:44  |
| 3.  | In 256 Zeichen (Quaeschning, Yamane, Frick)                             | 19:10 |
| 4.  | You’re always on time (Quaeschning, Yamane, Frick)                      | 8:08  |
| 5.  | Along the canal (Quaeschning, Yamane, Frick)                            | 5:29  |
| 6.  | What you should know about endings (Froese, Quaeschning, Yamane, Frick) | 6:55  |
| 7.  | Raum (Froese, Quaeschning, Yamane, Frick)                               | 14:54 |

De muziek wisselt zoals bij alle albums constant, maar vindt steeds zijn oorsprong in de kosmische klanken. Zo werden in Continuum percussieve klanken toegevoegd, heeft You’re always on time een nadruk op melodie, terwijl Raum met haar trage Moog-baslijn teruggrijpt op het album Zeit.  